# Hôtel des Échevins
L'hôtel des Échevins est un hôtel particulier de la fin du XVe siècle devenu un musée d'art, situé à Bourges (Cher).

## Historique
Au XVe siècle, peut-être avant, la ville était administrée par quatre prudhommes, un par quartier de la ville. Ces notables se réunissaient dans les dépendances du prieuré de la Comtale. Ce prieuré est détruit au cours du grand incendie de Bourges entraînant la disparition des archives de la municipalité.
Pour éviter un nouveau désastre, le maire et les échevins décidèrent en 1489 de construire un hôtel de ville. Ils choisirent un emplacement au cœur de la cité. Ils décidèrent de confier en la réalisation des plans et des devis appelé « Jacquet de Pigny masson » dans le compte du receveur municipal et élevé en 1490 par les sculpteurs Jacquet de Persigny et Jacquet Gendre. L'hôtel était adossé au mur d'enceinte avec une cour avec un puits limitée par un mur de clôture percé et orné par la margelle le long de la rue à laquelle on accédait par une porte et un guichet. Il subsiste une tourelle d'angle qui faisait partie d'un pavillon construit au XVIe siècle. Un  bâtiment à arcades fut construit de 1619 à 1623 à la place du pavillon reliant la tourelle d'angle avec le logis du XVe siècle par les architectes Jehan Le Juge et Gargault. Le mur de clôture, la porte et le guichet furent supprimés au XVIIIe siècle et remplacés par une grille en fer.
Colbert acheta en 1679 le palais Jacques-Cœur à Charles de Laubespine, marquis de Châteauneuf. Il le revendit en 1682 pour 33 000 livres au conseil municipal, qui y transféra ses services.
Ensuite, les échevins vendirent l'hôtel à Henri Labbe de Changrand pour le prix de 8 164 livres. Ce dernier le céda aux pères Jésuites qui y firent une annexe, le Petit Collège, qu'ils occupèrent jusqu'en 1762. 
Vendu comme bien national à la Révolution, il accueillit l'école normale en 1833 et devint le Petit Lycée, qui dépendra plus tard du lycée du nom d'un de ses anciens élèves, Alain-Fournier. Édouard Branly y enseigna.

## Protection
L'hôtel des Échevins fait l’objet d’un classement au titre des monuments historiques depuis le 12 juillet 1886.

## Architecture
L'hôtel des Échevins est constitué d'un corps de logis, flanqué d'une tour-escalier rappelant celle du palais Jacques-Cœur de Bourges. Comme nombre des hôtels particuliers de la ville, l'édifice fut construit à cheval sur les remparts gallo-romains. C'est à l'architecte Jehan Lejuge que l'on doit la galerie perpendiculaire, construite dans le style Renaissance, en 1623.

## Le musée Estève
Intégralement restauré par la Ville de Bourges en 1983, il accueille depuis 1987 le musée Estève, consacré au peintre abstrait Maurice Estève (1904-2001). Le musée se déploie sur trois niveaux et présente des huiles sur toile, des œuvres sur papier et deux tapisseries.

Vues de l'hôtel des Échevins
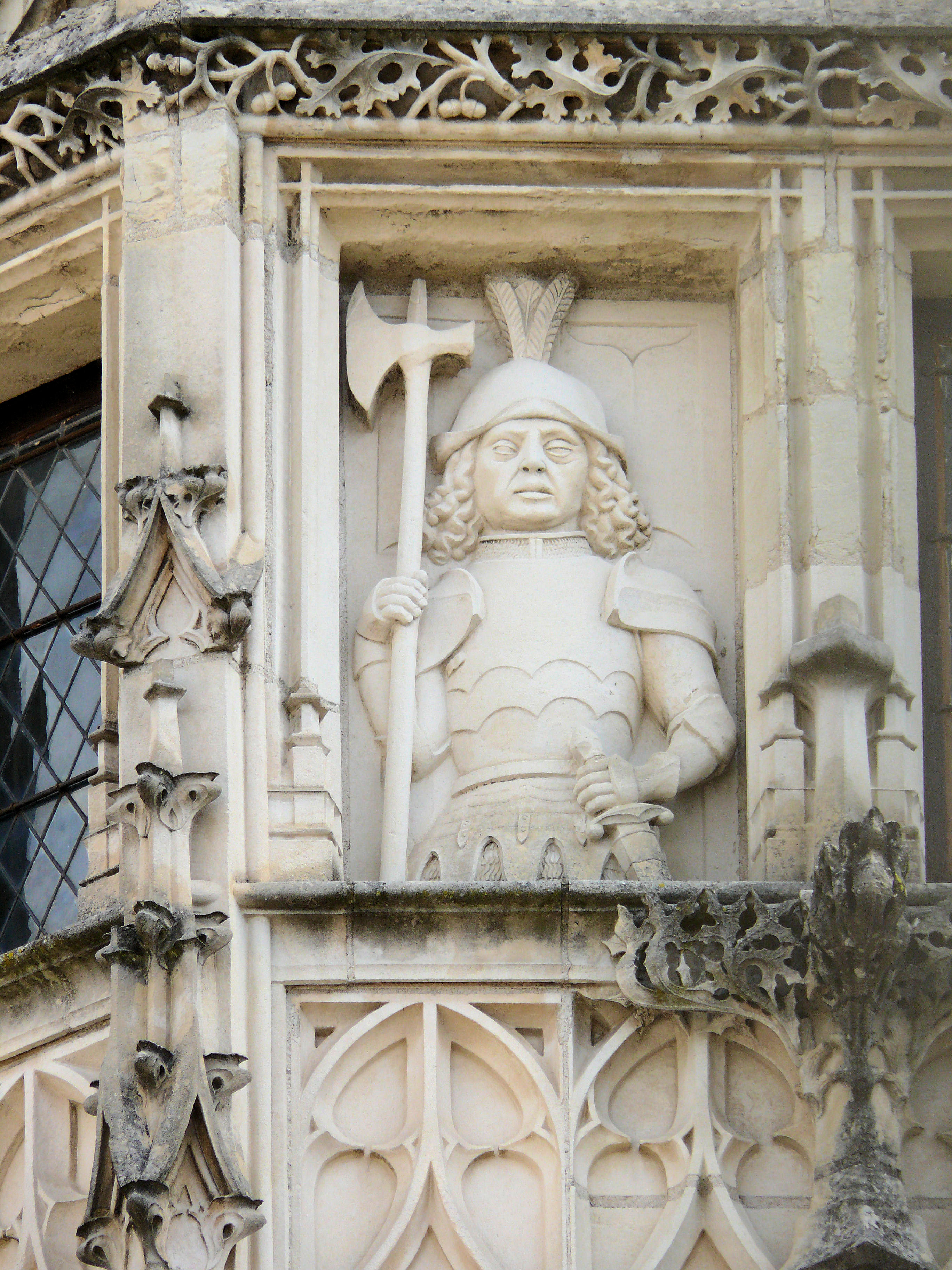
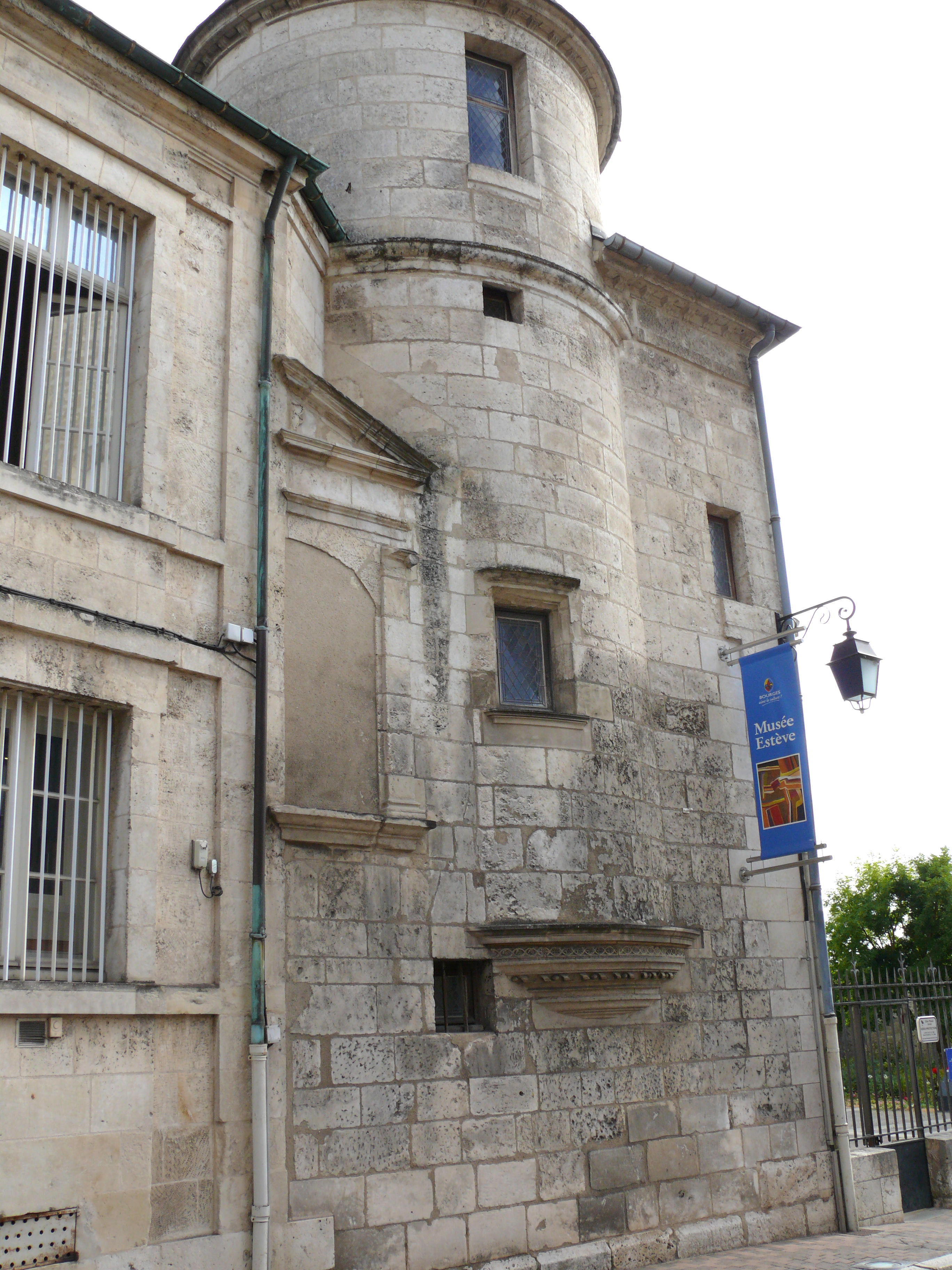
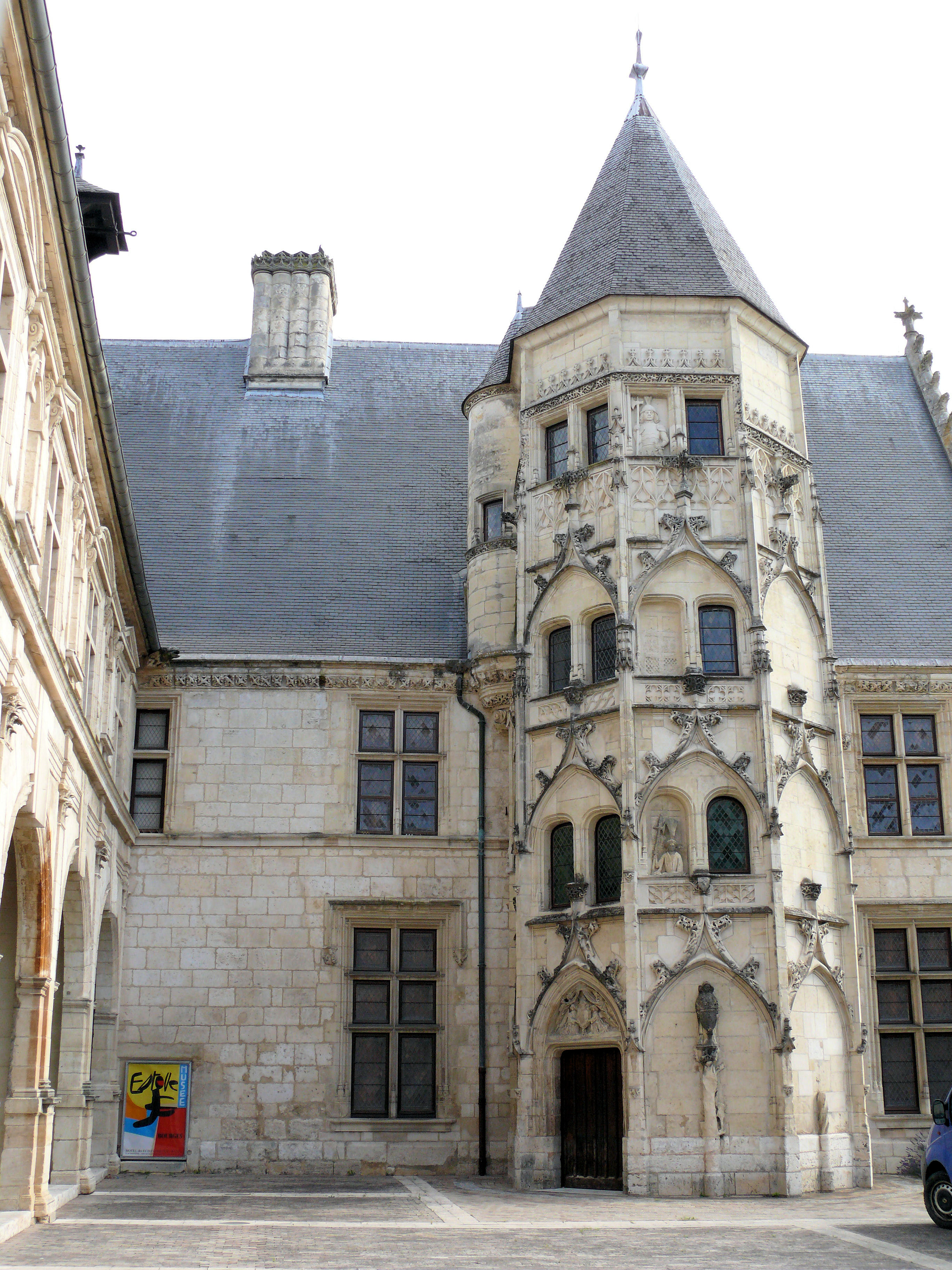
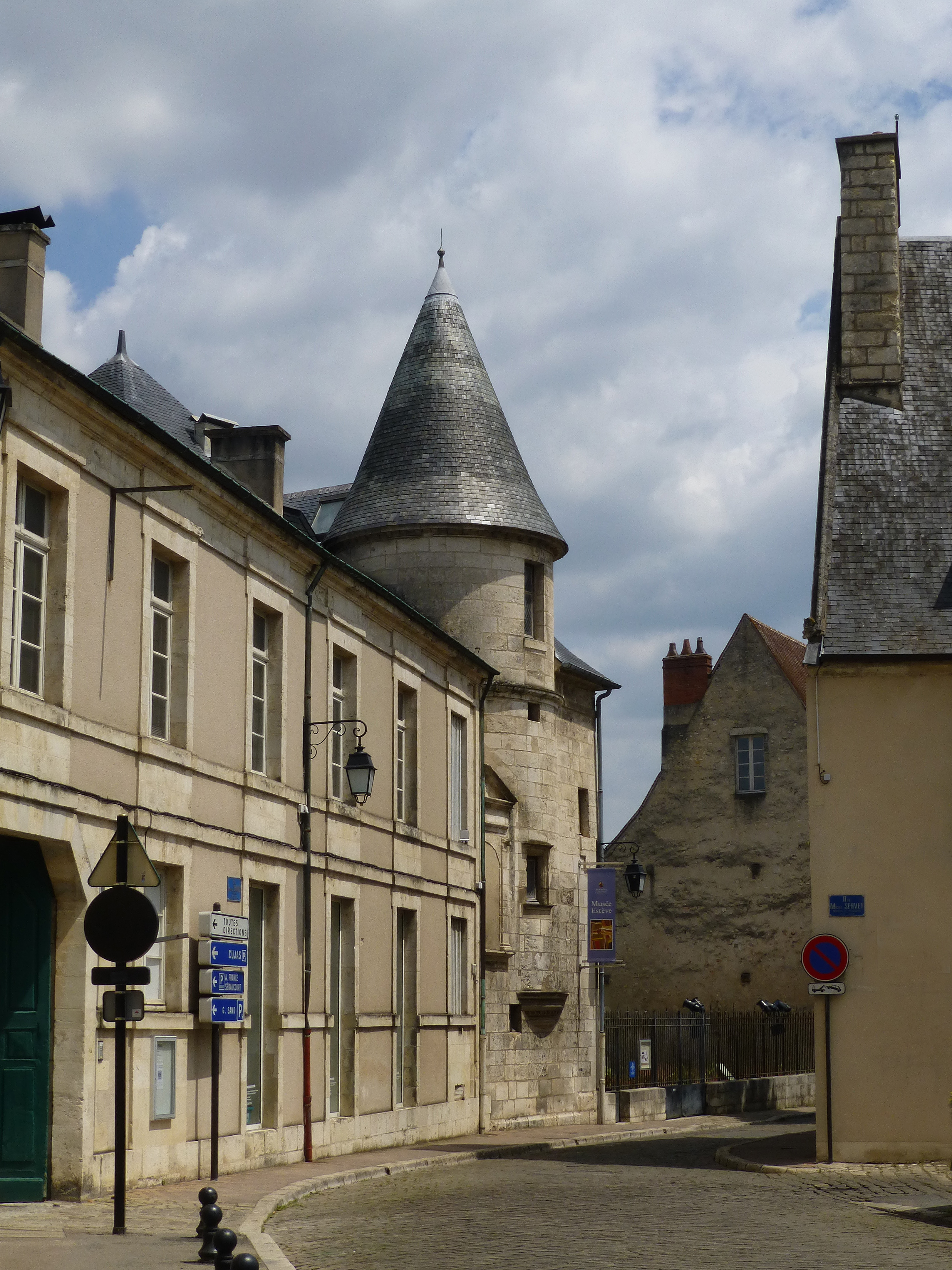